# 네팔의 국기
네팔의 국기는 세계에서 유일하게 사각형 모양이 아닌 국기로 위아래 양쪽으로 삼각형 두 개를 놓은 형태를 하고 있다. 세로가 가로보다 더 긴 유일한 국기이기도 하다.
1847년에 제정된 최초의 국기는 사람의 얼굴 형상이 그려진 양의 깃발과 음의 깃발이 별도로 제정되었다. 1923년에는 현재와 비슷한 형태의 국기가 제정되었는데 얼굴 형상은 지워지지 않았다. 1962년 12월 16일 새로운 네팔 헌법이 제정됨에 따라 새 정부가 출범하면서 현재의 국기로 수정되었다.
파란색 테두리는 평화를 의미하며, 빨간색은 네팔을 상징하는 색이다. 태양과 달은 태양과 달이 존재하는 한 네팔도 존재한다는 것을 천명함과 동시에 음의 왕조를 의미한다. 2008년 군주제가 폐지되고 공화국이 수립된 이후에도 계속 사용된다.

## 색상
| 색상 | 빨강                | 하양                  | 파랑               |
| ---- | ------------------- | --------------------- | ------------------ |
| RGB  | 220–20–60 (#DC143C) | 255–255–255 (#FFFFFF) | 0–56–147 (#003893) |

## 역대 네팔의 국기

무스탕 왕국의 국기
네팔 왕국의 국기 (1962년 이전까지 사용함)

## 같이 보기
- 네팔의 국장